# Acampamento de Magia para Jovens Bruxos
Acampamento de Magia para Jovens Bruxos é uma série brasileira produzida pelo Globoplay em parceria com a Conspiração Filmes. Com direção de Mini Kerti e roteiro de Flávia Lins e Silva, a primeira temporada teve sua estreia em 27 de outubro de 2023 no streaming.  É a 5ª série spin-off de Detetives do Prédio Azul, sendo protagonizada por Nicole Orsini.
Na TV paga, a série estreou no canal pago infantojuvenil Gloob em 12 de abril de 2024.

## Enredo
Berenice (Nicole Orsini) decide ir para uma colônia de férias em Ondion, bem diferente da escola tradicional. É o acampamento Luminum, voltado para jovens bruxos, uma proposta alternativa que integra magia e natureza. Lá ela reencontra grandes amigos como Mila (Letícia Pedro) e  Tobby (José Victor Pires) e mas começa conviver com bruxos e feiticeiras de todas as origens, todos os tipos de poder, além de aprender práticas de “bruxamanismo” que desconhece até então.

## Elenco
- Nicole Orsini como Berenice Bisâncio Vega (Berê)
- Letícia Pedro como Camila Cristina Cajueiro (Mila)
- José Victor Pires como Tobby Cordeiro
- Duda Matte como Folhippa
- JP Rufino como Uric
- Matheus Costa como Gork
- Malu Galli como Doroteia
- César Ferrario como Mugro

## Episódios
| N.º na temp. | Título               | Lançamento original   | Exibição original (Gloob) |
| --- | -------------------- | --------------------- | ------------------------- |
| 1 | "Em Círculos"        | 27 de outubro de 2023 | 12 de abril de 2024       |
| Berenice chega ao Acampamento Luminum e tem dificuldade de se enturmar com os outros aprendizes. Ela acaba se aproximando de Uric, mas algo terrível acontece com ele.     |                      |                       |                           |
| 2 | "A Busca"            | 27 de outubro de 2023 | 19 de abril de 2024       |
| Todos procuram Uric na floresta, sem sucesso; uma notícia tranquiliza os aprendizes e eles participam da jornada do pêndulo.                                               |                      |                       |                           |
| 3 | "A Festa"            | 27 de outubro de 2023 | 26 de abril de 2024       |
| Chega o momento mais esperado: a primeira festa do acampamento; Berenice desconfia de Lonce e pede para Petra tentar coletar informações; um apagão deixa todos no escuro. |                      |                       |                           |
| 4 | "Animal de Poder"    | 27 de outubro de 2023 | 3 de maio de 2024         |
| Após fazer uma grande descoberta sobre Uric, Berenice descobre também seu animal do poder; um tremor coloca os aprendizes em risco e Berenice encontra um importante item. |                      |                       |                           |
| 5 | "O Clima Esquentou"  | 27 de outubro de 2023 | 10 de maio de 2024        |
| Os aprendizes fazem um encontro secreto no fim da noite. Na jornada do dia, eles descobrem se seus desejos serão atendidos; Berenice e Tobby se aproximam ainda mais.      |                      |                       |                           |
| 6 | "A Transformação"    | 27 de outubro de 2023 | 17 de maio de 2024        |
| Berenice desconfia que os Mincis estão por trás dos mistérios no acampamento; Gork convence Berenice a fazer uma jornada proibida e ela e Tobby acabam discutindo.         |                      |                       |                           |
| 7 | "A Lenda dos Mincis" | 27 de outubro de 2023 | 24 de maio de 2024        |
| Berenice se transforma em besouro pela primeira vez. Em uma nova jornada, ela acaba ferida em um duelo de varinhas e percebe que alguém está querendo se livrar dela.      |                      |                       |                           |
| 8 | "Cristal do Poder"   | 27 de outubro de 2023 | 31 de maio de 2024        |
| Em clima tenso, todos no acampamento procuram por Berenice; Berenice descobre quem roubou o cristal e acaba se colocando em grande perigo.                                 |                      |                       |                           |
| 9 | "Reequilíbrio"       | 27 de outubro de 2023 | 7 de junho de 2024        |
| Com a ajuda dos outros aprendizes, Berenice descobre o que aconteceu com Uric. Agora, ela precisa contar com sua coragem e seus poderes para se salvar.                    |                      |                       |                           |